# Parc national de la péninsule de Mornington
Le parc national de la péninsule de Mornington (anglais : Mornington Peninsula National Park) est un parc national au Victoria en Australie, situé 77 km au sud du centre-ville de  Melbourne. 
Il a été inclus dans la réserve de biosphère de la péninsule de Mornington et de la baie de Western Port en 2002.